# Sabine Zlatin
Pour les articles homonymes, voir Zlatin.
Sabine Zlatin, née Sabine Chwast le 13 janvier 1907 à Varsovie en Pologne et morte le 21 septembre 1996 à Paris 15e, est une peintre et résistante juive française.
Sabine Chwast est l'épouse de Miron Zlatin ; ensemble, le couple encadre la colonie des enfants d'Izieu pendant la Seconde Guerre mondiale.

## Biographie

### Jeunes années
Sabine Chwast est la dernière de douze enfants. Le père est architecte. Il n'aime pas le prénom donné à sa fille, et décide de l'appeler Yanka, un nom qu'elle gardera par la suite. Ne supportant plus un milieu familial étouffant et l'antisémitisme des Polonais, largement développé après la déclaration d'indépendance vis-à-vis de l'Empire russe, elle décide au milieu des années 1920 de quitter son pays natal. Au gré des rencontres, elle gagne successivement Dantzig, Koenigsberg, Berlin, Bruxelles pour finalement arriver en France, à Nancy, où elle entreprend des études en histoire de l'Art. Elle est également militante du Bund, « le mouvement ouvrier juif antisioniste ».
Elle fait la connaissance d'un jeune étudiant juif de Russie, Miron Zlatin, qui prépare un diplôme d'études supérieures agronomiques à l'université de Nancy. Ils se marient le 31 juillet 1927. Le couple n'a pas d'enfant. En 1929, Miron et Sabine acquièrent une ferme avicole actuellement rue Miron-Zlatin à Landas dans le Nord. Après quelques difficultés, l'exploitation se révèle un succès. Ils sont naturalisés le 26 juillet 1939.

### La résistante
En septembre 1939, la guerre éclate et Sabine décide de suivre des cours de formation d'infirmière militaire à la Croix-Rouge à Lille.
En 1940, Sabine et son mari fuient pour Montpellier, et Sabine travaille comme « infirmière de la Croix-Rouge à l'hôpital militaire de Lauwe ». Elle est ensuite renvoyée à cause des lois antisémites. Elle s'engage alors auprès de l'Œuvre de secours aux enfants (OSE). Elle travaille, bénévolement à la préfecture de l'Hérault comme « assistante sociale ».
Sabine Zlatin protégea des enfants juifs. Avec l'abbé Prévost notamment elle s'occupa de cacher des enfants sortis «des camps d'Agde et de Rivesaltes». Elle-même sortit des enfants de ces camps, jusqu'en 1941, qui furent, grâce à l'OSE, passés en Suisse, aux États-Unis grâce aux Quakers ou dans divers centres. C'est ce même homme qui mit à la disposition de Sabine et de son mari « une colonie de vacances » à Palavas pour les enfants dont ils s'occupaient. En août 1942 a lieu une grande rafle et Sabine contacte la préfecture pour demander la libération des moins de quinze ans, qui est obtenue. Les jeunes passent alors par Palavas avant d'être envoyés dans diverses maisons. Au début de l'année 1943 elle est convoquée par le secrétaire général, Roger Fridrici, à la préfecture. On lui demande alors de s'occuper « d'un groupe de dix-sept enfants qui sont encore à Campestre près de Lodève ». Fridrici lui suggère de partir avec eux pour la zone italienne, et lui dit que la préfecture s'occuperait des papiers. Sabine part alors à Chambéry avec les enfants qui partiront finalement à Izieu. Sabine déplace son lieu d'accueil en Janvier 1943 et à Izieu, en mai 1943, est fondée la colonie des Enfants d'Izieu qui abrite des enfants juifs. La colonie est un lieu de passage dans un réseau de sauvetage composé d'autres maisons, de familles d'accueil ou encore de filières de passage en Suisse. Au moins 105 enfants, juifs pour la plupart, y sont accueillis à partir de mai 1943. Certains ne restent que quelques semaines, d’autres quelques mois. Cet endroit est choisi en 1943 car la zone est alors sous autorité italienne et que les juifs y sont moins menacés. Les Zlatin peuvent compter sur Pierre-Marcel Wiltzer, le sous-préfet, sur « le maquis de l'Ain » et sur le « réseau lyonnais du père Chaillet » pour s'occuper de quatre-vingts enfants. Sabine sauva également des enfants tsiganes.
Le 6 avril 1944, la Gestapo de Lyon dirigée par Klaus Barbie, arrête les 44 enfants de la colonie et les sept éducateurs présents. Sabine est absente, sentant venir le danger, elle est allée à Montpellier pour demander à l'abbé Prevost de l'aider à disperser la colonie. Après la rafle, Sabine Zlatin rejoint Paris où elle s'engage dans la Résistance. Elle essaie de sauver les enfants d'Izieu et essaye même d'entrer en contact avec Darnand. À la Libération, elle est nommée hôtelière-chef du Centre Lutetia, responsable de l'organisation de l'accueil des déportés à leur retour des camps. En juillet 1945, plus d'un an après la rafle, Sabine Zlatin apprend que les enfants arrêtés le 6 avril 1944 ont été exterminés à Auschwitz ; seule une encadrante de la maison d'Izieu, Léa Feldblum, également déportée à Auschwitz, en reviendra vivante.
Le 15 mai 1944, Miron est déporté, avec Théo Reiss et un autre adolescent d'Izieu, Arnold Hirsch, depuis la gare de Bobigny dans le convoi no 73 jusqu'à Reval (aujourd'hui Tallinn en Estonie). Il est détenu à la prison Paterei et travaille dans une carrière. Il est fusillé par les SS fin juillet 1944, avant l'arrivée des troupes soviétiques.

### L'hôtel Lutetia (1945)

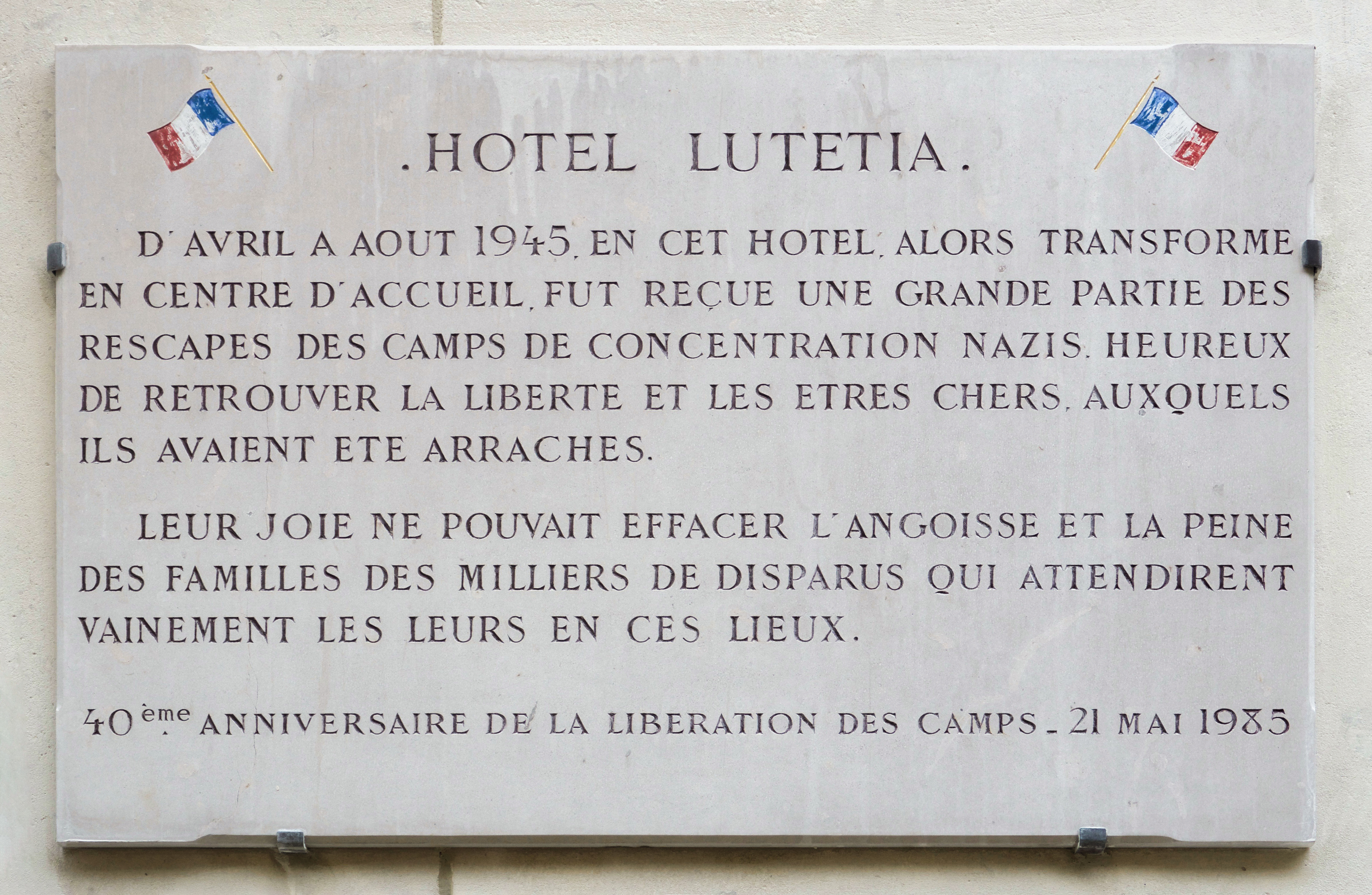
Plaque hôtel Lutetia.

L'accueil des déportés à l'hôtel Lutetia à Paris, en 1945, est dirigé par trois femmes : Marcelle Bidault dite Elizabeth ou Agnès Bidault,, résistante, et sœur de Georges Bidault, Denise Mantoux, du service social du Mouvement de libération nationale et Sabine Zlatin, fondatrice de la colonie des enfants d'Izieu pendant la Seconde Guerre mondiale,,,,.

### La militante de la mémoire de la Shoah
Après la guerre, elle rend hommage aux enfants d'Izieu chaque année et fleurit le monument commémoratif élevé en 1946 à Brégnier-Cordon grâce à une souscription nationale placée sous l’égide du Général de Gaulle.
Son témoignage, très fort, lors du procès de Klaus Barbie en 1987, est crucial. À son initiative est créé le Mémorial des enfants d'Izieu qui est inauguré par le président de la République François Mitterrand en 1994 et dont elle devient la première directrice en 1994.

### L'artiste
Après la fermeture du Lutetia, en septembre 1945, elle s'installe définitivement à Paris. Elle s'adonne à la peinture, signant ses toiles du nom de « Yanka », le surnom que lui avait donné son père.

### Mort
Sabine Zlatin est morte le 21 septembre 1996 à Paris, où elle est inhumée au cimetière du Montparnasse (18e division).

## Hommages
- Une plaque commémorative, au 46, rue Madame à Paris (6e arrondissement), rappelle qu'elle vécut dans ce lieu.
- Une rue Sabine-Zlatin est créée dans le 7e arrondissement de Lyon. En 2012, le conseil municipal la renomme « rue Sabine-et-Miron-Zlatin »[26],[27],[28].
- Une rue de Villeurbanne porte le nom de Sabine Zlatin.
- Sabine Zlatin figure en uniforme d'infirmière sur un mur peint lyonnais intitulé Lyon, la santé, la vie.
- En 2017, le nouveau collège de Belley (Ain), qui reçoit les enfants du village d'Izieu, est baptisé « Collège Sabine-Zlatin »[29],[30].
- En 2023, une émission de France Culture en 2 parties réalisée par Yaël Mandelbaum, 2023
- En 2023, une troupe de comédie musicale nommée les Brosters créent un spectacle musical Encrées mettant en avant le destin de Sabine Zlatin[31].

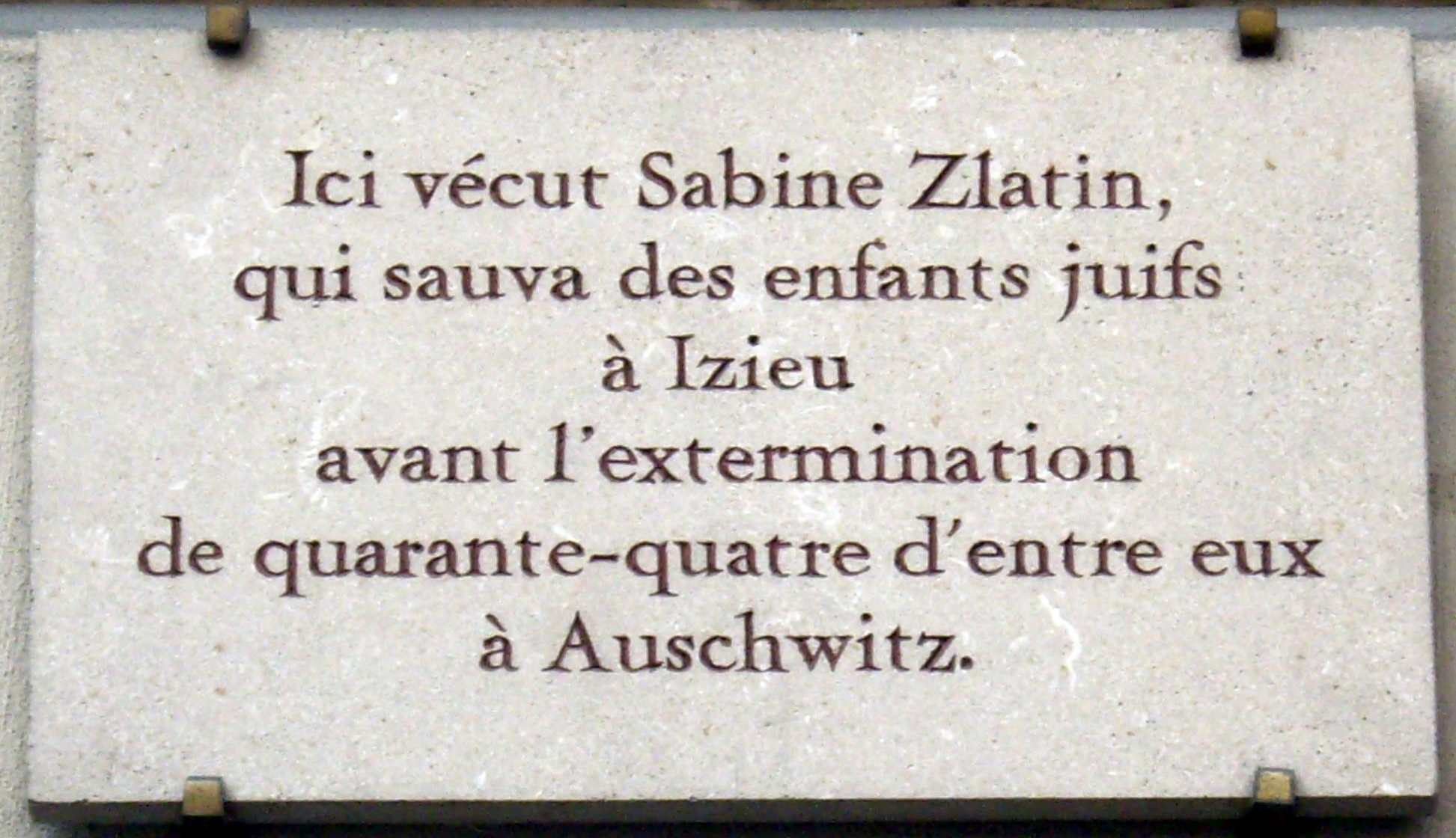
La plaque du 46, rue Madame à Paris.
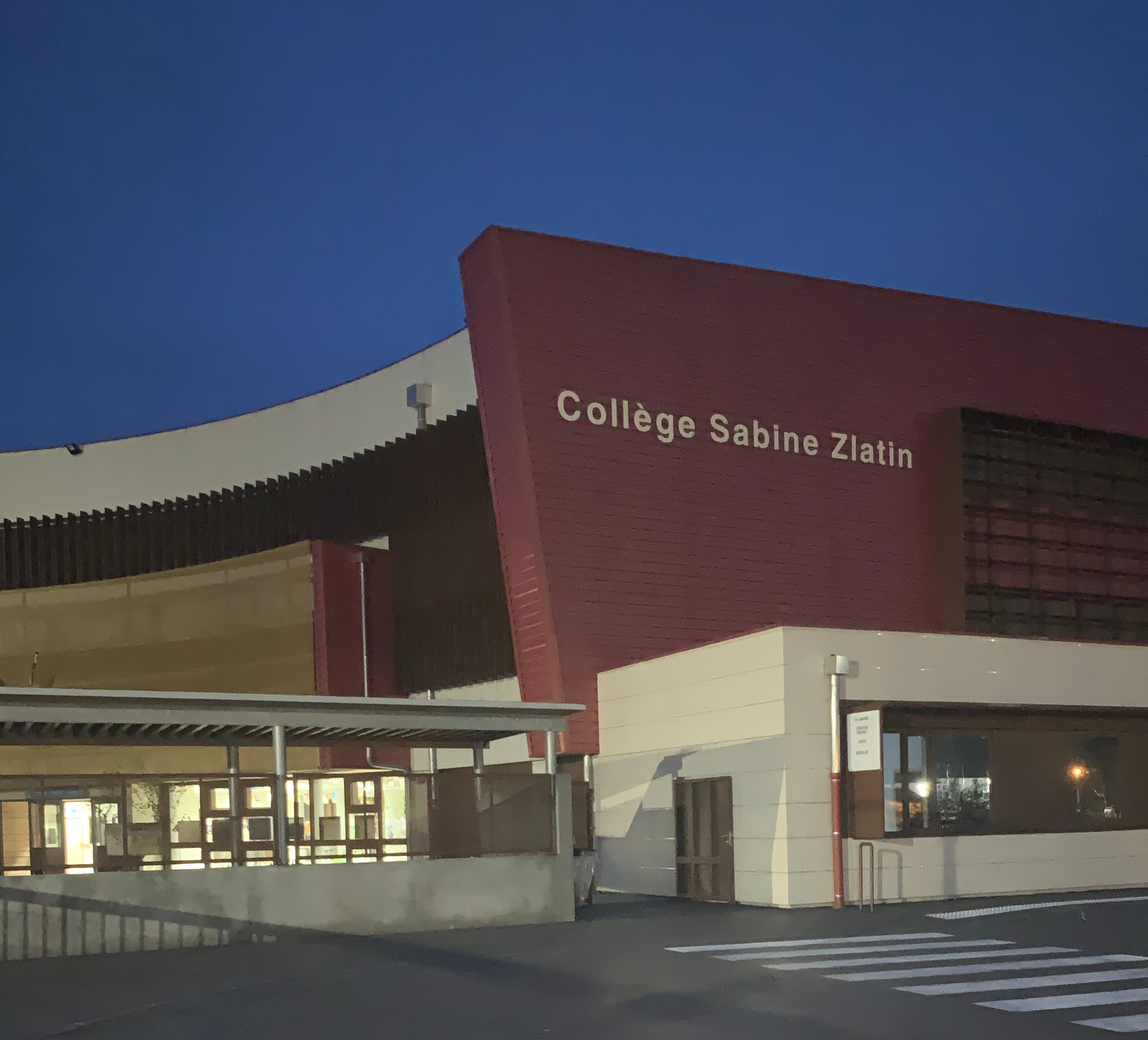
Le collège Sabine-Zlatin à Belley.

## Au Cinéma, télévision et radio

### Télévision
- La Dame d'Izieu (2007) téléfilm d'Alain Wermus, avec Véronique Genest dans le rôle de Sabine Zlatin

### Radio
- La Dame d'Izieu, une émission de France Culture en 2 parties réalisée par Yaël Mandelbaum, 2023

### Articles de presse
- Patrick Jarreau, « La journée nationale de la déportation. “Les enfants d’Izieu sont le symbole même de tous les juifs de France exterminés sous le régime de Vichy” déclare M. Mitterrand », Le Monde, 26 avril 1994.
- Agathe Logeart, « La Dame d’Izieu », Le Monde, 25 septembre 1996
- Bertrand Poirot-Delpech, « Sabine Zlatin. La “Dame d’Izieu” », Le Monde, 25 septembre 1996